# Mervyn Davies (rugby à XV)
Pour les articles homonymes, voir Mervyn Davies et Davies.
Pas d'image ? Cliquez ici

a Compétitions nationales et continentales officielles uniquement.

b Matchs officiels uniquement.
Thomas Mervyn Davies, né le 9 décembre 1946 à Swansea et mort le 15 mars 2012 dans la même ville, est un joueur de rugby à XV, qui joue avec l'équipe du pays de Galles de 1969 à 1976, évoluant au poste de troisième ligne centre.

## Biographie
Mervyn Davies évolue aux London Welsh jusqu'en 1972 puis à Swansea RFC. Il dispute 88 matchs et inscrit 15 essais pour Swansea, dont il sera le capitaine pour sa dernière saison en 1975-1976. Il joue également avec les Barbarians à cinq reprises de 1970 à 1974 et il est élu joueur gallois de l'année 1975 et 1976. 
Avec l'équipe du pays de Galles, il dispute son premier test match le 1er février 1969 contre l'équipe d'Écosse et son dernier test match a lieu contre l'équipe de France le 6 mars 1976. Il joue ses 38 sélections consécutivement et est le capitaine des Gallois lors de ses neuf dernières apparitions. Ainsi joue-t-il notamment l'intégralité des matchs du Tournoi des Cinq Nations de 1969 à 1976, remporte sept Tournois et réalise le Grand Chelem en 1971 et 1976, le dernier en tant que capitaine. Davies dispute aussi 26 matchs (dont huit test matchs) avec les Lions britanniques, en 1971 contre les All Blacks et en 1974 contre les Springboks, deux tournées remportées par les joueurs des îles Britanniques. 
Il meurt le 15 mars 2012 à l'âge de 65 ans après avoir lutté plusieurs années contre un cancer. Une minute de silence est observée en sa mémoire avant le match du Tournoi des Six Nations entre le pays de Galles et la France.

## Palmarès
- Vainqueur du Tournoi des Cinq Nations en 1969, 1970, 1971 (Grand Chelem), 1972, 1973, 1975, 1976 (Grand Chelem)

## Statistiques

### En équipe du pays de Galles
- 38 sélections
- 7 points (2 essais)
- Sélections par année : 7 en 1969, 5 en 1970, 4 en 1971, 4 en 1972, 5 en 1973, 4 en 1974, 5 en 1975 et 4 en 1976,
- Tournois des Cinq Nations disputés : 1969, 1970, 1971, 1972, 1973, 1974, 1975, 1976